# Kazumichi Takagi
Kazumichi Takagi (高木 和道?, Takagi Kazumichi; Yasu, 21 novembre 1980) è un allenatore di calcio ed ex calciatore giapponese, di ruolo difensore, collaboratore tecnico del Gamba Osaka.

## Carriera
Nella sua carriera agonistica ha militato nel Shimizu S-Pulse, nel Vissel Kobe, nel Gamba Osaka e nell'Oita Trinita.